# Пайове фінансування природоохоронних інвестицій
Пайове фінансування природоохоронних інвестицій — являє собою вкладення інвестором  грошей в компанію або проект без конкретної вимоги прямого повернення вкладених грошей (тобто це — «ризикові» гроші, венчурний капітал). Очікується, що через певний період часу цінність або кошти компанії / проекту зростуть, забезпечивши тим самим прибуток від первинної  інвестиції. Хоча багато екологічних проектів малоприбуткові, пайові вкладення можуть бути  рентабельними для ряду з них і мобілізувати кошти приватних компаній та інших кредиторів. Для участі в механізмах пайового фінансування донори повинні заздалегідь зважитися на виділення необхідних коштів. Вважають, що пайове фінансування може бути корисним як фінансування  концесійних компаній, що надають у містах екологічні послуги (наприклад, поводження з відходами або водопостачання), а також у промисловому секторі, насамперед у країнах, що досить просунулися на шляху  приватизації та  корпоратизації. Пайові інвестиції є встановленою практикою для цільових проектів  Європейського банку реконструкції та розвитку і  Міжнародної фінансової корпорації (International Financial Corporation).

## Ресурси Інтернету
- Еколого-економічний словник  [Архівовано 27 червня 2013 у Wayback Machine.]
- Економічна цінність природи  [Архівовано 27 вересня 2013 у Wayback Machine.]
- Концепция общей экономической ценности природных благ  [Архівовано 26 березня 2014 у Wayback Machine.]
- Традиционные и косвенные методы оценки природных ресурсов